# Архиепархия Куэнки
Архиепархия Куэнки (лат.  Archidioecesis Conchensis in Aequatore) — архиепархия Римско-католической церкви с центром в городе Куэнка в Эквадоре.

## Территория
Епархия включает в себя территорию провинции Асуай в Эквадоре. 
В митрополию Куэнки входят епархии Асогеса, Лохи, Мачалы. 
Кафедральным собором архиепархии является собор Непорочного Зачатия Пресвятой Девы Марии. 
Территория архидиоцеза разделена на 81 приход. В архиепархии служат 104 священника (75 приходских и 29 монашествующих), 11 диаконов, 63 монаха, 269 монахинь.

## История
Епархия Куэнки была создана 1 июля 1786 года на территории, взятой из епархии (ныне архиепархии) Кито. Первоначально диоцез был викариатом архиепархии Лимы.
28 мая 1803 года и 29 января 1838 года часть территории епархии отошла новой епархии Майнаса (ныне епархии Чачапояса) и новой епархии (ныне архиепархии) Гуаякиля.
С 1818 по 1848 год де-факто кафедра оставалась вакантной, из-за стремления республиканского правительства самостоятельного назначать епископов. Епископы поставленные Святым Престолом не могли осуществлять управление епархией. 
С 1838 года правительство назначило на кафедру Куэнки Педро Антонио Торреса, который был избран епископом только в 1843 году, но в следующем году подал в отставку. 
В 1847 году правительство предложило взойти на кафедру Хосе Мануэлю де Пласа, который был избран епископом в 1848 году.
13 января 1848 года епархия Куэнки вошла в церковную провинцию архиепархии Кито. 
29 декабря 1862 года на части территории диоцеза были созданы епархия Лохи и епархия Боливара (ныне епархия Риобамба). 
9 апреля 1957 года епархия Куэнки была возведена в ранг архиепархии буллой «Подобно матери» (лат. Quasi mater) папы Пия XII. 
26 июня 1968 года на части территории архиепархии была создана епархия Асогеса.

## Ординарии
- Хосе Каррион-и-Марфил (18.12.1786 — 3.7.1798), назначен епископом Трухильо;
- Хосе Куэро-и-Кайседо (1799 — 1801), назначен архиепископом Кито;
- Франсиско Хавьер Фита-и-Каррион (28.3.1803 — 24.5.1804);
- Андрес Квинтиан Понте де Андраде (9.9.1805 — 24.6.1813);
- Хосе Игнасио Кортасар-и-Лабайен (15.3.1815 — 16.7.1818);
- Феликс Каликсто Миранда-и-Суарес де Фигероа (21.5.1827 — неизвестно);
- Педро Антонио Торрес (27.1.1843 — 15.4.1844);
- Хосе Мануэль Пласа де ла Техера, O.F.M. (3.7.1848 — 18.9.1853);
- Ремихио Эстевес де Тораль (22.7.1861 — 9.5.1883);
- Мигель Леон Гарридо (13.11.1884 — 31.3.1900);
- Мануэль Мария Полит (11.1.1907 — 7.6.1918), назначен архиепископом Кито;
- Даниэль Эрмида Ортега (12.5.1918 — 1956);
- Крус Лаплана-и-Лагуна (30.11.1921 — 7.8.1936);
- Мануэль де Хесус Серрано-Абад (16.11.1956 — 21.4.1971);
- Эрнесто Альварес-Альварес, S.D.B. (21.4.1971 — 21.7.1980);
- Луис Альберто Луна-Тобар, O.C.D. (7.3.1981 — 15.2.2000);
- Висенте Родриго Сиснерос-Дуран (15.2.2000 — 20.4.2009);
- Луис Кабрера Эррера, O.F.M. (20.4.2009 — 24.9.2015, назначен архиепископом Гуаякиля);
- Маркос Аурелио Перес Кайседо (20.6.2016 — по настоящее время).